# Gabinet Jana Švankmajera
Gabinet Jana Švankmajera (The Cabinet of Jan Svankmajer, Prague's Alchemist of Film) – animacja braci Quay z 1984 roku, hołd złożony przez braci Quay praskiemu twórcy filmów animowanych Janowi Švankmajerowi.
Projekt filmu powstał, gdy Quayowie mieli nakręcić godzinny dokument o Švankmajerze dla Channel 4. Na dokument składały się wypowiedzi historyków sztuki, innych artystów, a także samego Švankmajera z którym bracia przeprowadzili wywiad w Pradze. Całość miały łączyć animowane sekwencje autorstwa Quayów. Švankmajer nie zgodził się jednak na sfilmowanie wywiadu, i między innymi z tego względu dokument nie został ostatecznie wyemitowany; natomiast dziewięć powstałych na jego potrzeby Quayowskich animacji złożyło się na czternastominutowy Gabinet Jana Švankmajera.

## Fabuła
Film podzielony jest na dziesięć rozdziałów:
- I. Prelude: Portrait of Svankmajer (à la Arcimboldo)
- II. Pins For Loose Geographies
- III. Atelier of Svankmajer – XVIth & XXth Century Simultaneously – An Unexpected Visitor
- IV. Pursuit of the Object
- V. The Wunderkammer
- VI. The Child's Divining of the Object
- VII. The Migration of Forms
- VIII. Metaphysical Playroom – A Tactile Experiment
- IX. The Child Receives a Lesson in 1/24 of a Second
- X. Finale – For a New Dawn

## Muzyka
W filmie wykorzystano muzykę czeskiego kompozytora Zdenka Liski, współpracującego ze Švankmajerem; w napisach końcowych bracia zadedykowali film zmarłemu rok wcześniej Lisce. Fragmenty muzyki w Gabinecie... pochodzą z filmów Kostnice (1970), Historia Naturae, Suita (1967) i Byt (1968).